# Charles Town
Charles Town és una població dels Estats Units a l'estat de Virgínia de l'Oest. Segons el cens del 2000 tenia 2.907 habitants.

## Demografia
Segons el cens del 2000, Charles Town tenia 2.907 habitants, 1.285 habitatges, i 732 famílies. La densitat de població era de 801,7 habitants per km².
Dels 1.285 habitatges en un 25,8% hi vivien nens de menys de 18 anys, en un 39,5% hi vivien parelles casades, en un 13,5% dones solteres, i en un 43% no eren unitats familiars. En el 36% dels habitatges hi vivien persones soles el 19,4% de les quals corresponia a persones de 65 anys o més que vivien soles. El nombre mitjà de persones vivint en cada habitatge era de 2,26 i el nombre mitjà de persones que vivien en cada família era de 2,95.
Per edats la població es repartia de la següent manera: un 22,9% tenia menys de 18 anys, un 8,6% entre 18 i 24, un 27,4% entre 25 i 44, un 22,5% de 45 a 60 i un 18,5% 65 anys o més.
L'edat mediana era de 39 anys. Per cada 100 dones de 18 o més anys hi havia 85,2 homes.
La renda mediana per habitatge era de 32.538 $ i la renda mediana per família de 43.547 $. Els homes tenien una renda mediana de 30.917 $ mentre que les dones 22.241 $. La renda per capita de la població era de 18.104 $. Entorn del 13,2% de les famílies i el 15,8% de la població estaven per davall del llindar de pobresa.

## Poblacions més properes
El següent diagrama mostra les poblacions més properes.